# Đài Truyền hình Quốc gia Chile
Đài truyền hình Quốc gia Chile (Tiếng Tây Ban Nha: Televisión Nacional de Chile, viết tắt: TVN) là đài truyền hình công cộng Chile. Kênh truyền hình thuộc sở hữu của Quốc hội Chile, nhưng được độc lập tài trợ và hoạt động, giống như các đài truyền hình thương mại.
Một ban giám đốc, do Tổng thống Cộng hòa bổ nhiệm và sau đó được Thượng viện phê chuẩn, giám sát việc kiểm soát đài truyền hình. Sự phân bố của các thành viên hội đồng quản trị có xu hướng gần giống với thành phần chính trị của Quốc hội Chile.

## Liên kết
- Website chính thức